# Elymus pinalenoensis
Elymus pinalenoensis là một loài thực vật có hoa trong họ Hòa thảo. Loài này được (Pyrah) Barkworth & D.R. Dewey mô tả khoa học đầu tiên năm 1985.